# Neomphalus fretterae
Neomphalus fretterae is een slakkensoort uit de familie van de Neomphalidae. De wetenschappelijke naam van de soort is voor het eerst geldig gepubliceerd in 1981 door McLean.